# Ublo

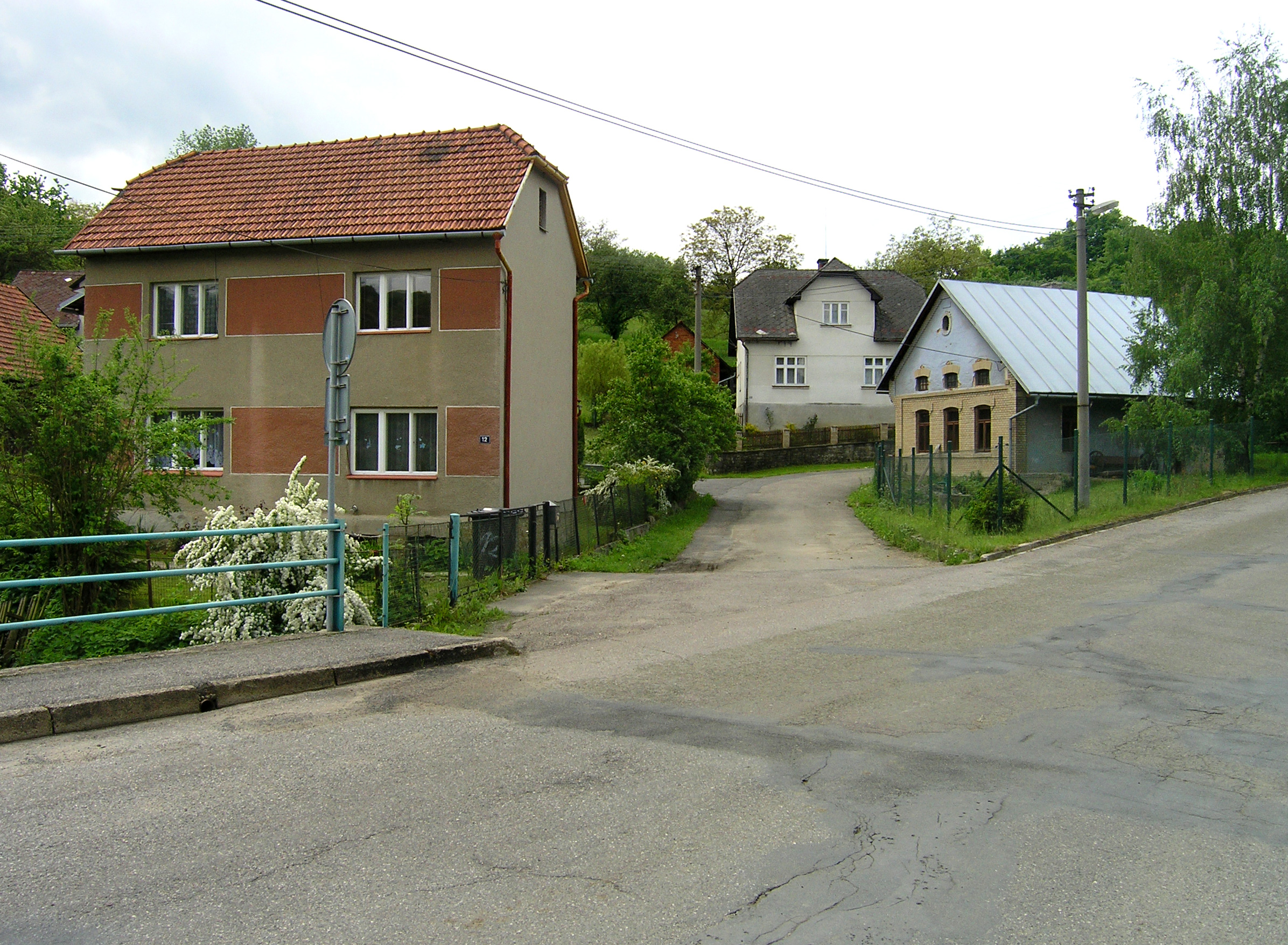
Nördlicher Teil des Dorfes

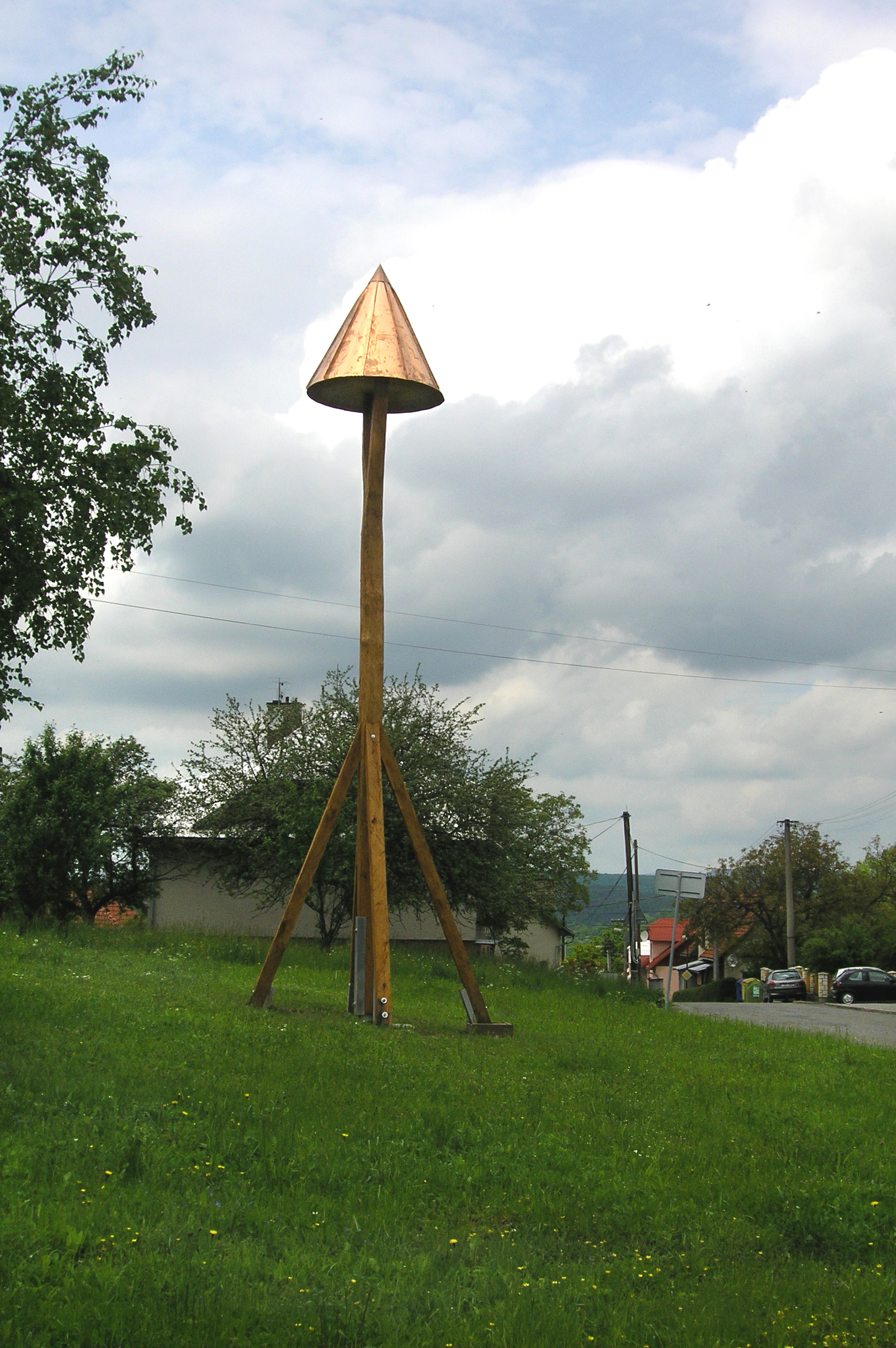
Dorfglocke

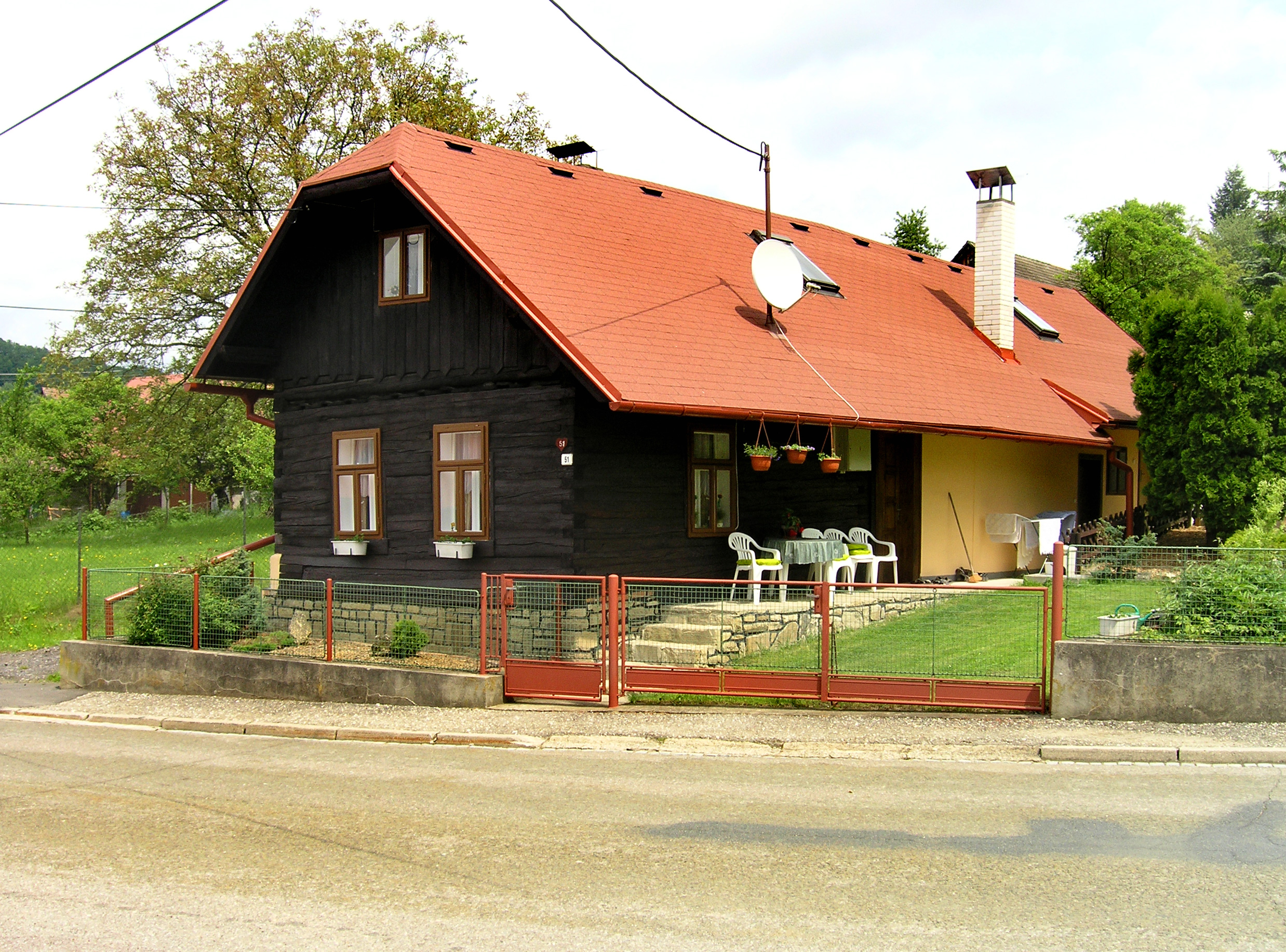
Chaluppe im nördlichen Teil

Ublo ist eine Gemeinde in der Mährischen Walachei in Tschechien. Sie liegt vier Kilometer nordöstlich von Vizovice und gehört zum Okres Zlín.

## Geographie
Ublo erstreckt sich im Norden des Wisowitzer Berglandes in der Quellmulde des Baches Ubelský potok. Nördlich erheben sich der Na Háji (446 m) und Kozi hřbet (511 m), im Nordosten die Široká (645 m), östlich die Tanečnice (601 m), im Südosten der Svéradov (737 m), Klášťov (753 m) und die Rovně (708 m) sowie südlich der Suchý vrch (693 m), die Papradná (603 m) und der Vrch dráhy (416 m). Im Süden führt die Staatsstraße I/49 zwischen Valašská Polanka und Vizovice vorbei.
Nachbarorte sind Jasenná, Žleby, Ve Vršku und Pržnice im Norden, Závratě und Prlov im Nordosten, Spadalina, Dolina und Pozděchov im Osten, Na Mezných und Ploština im Südosten, Bratřejov im Süden, Na Chrámečném, Lhotsko, Za Hájem und Vizovice im Südwesten, Kamenec im Westen sowie Lutonina im Nordwesten.

## Geschichte
Die erste schriftliche Erwähnung des zum Kloster Smilheim gehörigen Dorfes Ublo erfolgte 1450, als der Abt Matthias zusammen mit dem Prior Prokop, dem Unterprior Nikolaus und dem Konvent die Vogtei Ublo einschließlich der zugehörigen Halbhufe Ackerland und der Schänke abgabenfrei für vier Pfund auf Lebenszeit dem Vogt Bartoň und dessen Söhnen überließ. Von seiner Zerstörung in den Hussitenkriegen erholte sich das Kloster nie wieder. 1467 überließ Georg von Podiebrad die klösterlichen Besitzungen seinem Gefolgsmann Ctibor von Cimburg. In den Jahren 1481 bis 1482 führte der letzte Smilheimer Abt Beneš mit Ctibor von Cimburg eine gerichtliche Auseinandersetzung um Ublo. Wenig später erlosch das Kloster. Daraufhin erhielt Zigmund Kuna von Kunstadt, ein Nachfahre des Klostergründers, den klösterlichen Besitz zwecks einer Erneuerung des Klosters, die jedoch nie erfolgte. Besitzer der Herrschaft Vizovice waren nach den Herren von Kunstadt u. a. ab 1549 Wenzel von Boskowitz und ab 1580 Zdeněk Kavka von Říčany, der 1582 bei Zádveřice erschossen wurde. Nachfolgender Grundherr war der ungarische Adlige Emerich Dóczy de Nagy Lucsie (Emerich Dóczy z Natluče). Im Jahre 1670 wurde das Dorf als Vblow, 1672 als Vblo und 1718 als Vblow bezeichnet. Seit 1751 ist wieder der Ortsname Ublo gebräuchlich. Weitere Grundherren waren Prokop Graf von Gollen, Marie Anna Minckwitz von Minckwitzburg, Hermann Hemilton von Blümegg und Philipp Stillfried-Rattonitz. Bis zur Mitte des 19. Jahrhunderts blieb das Dorf immer zur Herrschaft Wisowitz untertänig.
Nach der Aufhebung der Patrimonialherrschaften bildete Ublov/Ublo ab 1850 eine Gemeinde in der Bezirkshauptmannschaft Hradisch. Ab 1868 gehörte die Gemeinde zum Bezirk Holešov und 1935 wurde sie dem Bezirk Zlín zugeordnet. Seit den 1930er Jahren bestehen Pläne zur Herstellung einer Bahnstrecke Otrokovice–Vizovice–Valašská Polanka. Der Abschnitt zwischen Vizovice und Valašská Polanka wurde nie fertiggestellt. Auf der durch Ublo errichteten Trasse verläuft heute die Nebenstraße nach Jasenná. Nach dem Ende des Krieges wurden 1945 die Güter von Marietta Boos-Waldeck, geborene Stillfried-Rattonitz, konfisziert. Ab 1949 gehörte Ublo zum Okres Gottwaldov-okolí und ab 1960 wieder zum Okres Gottwaldov, der seit 1990 wieder den Namen Okres Zlín erhielt.

## Ortsgliederung
Für die Gemeinde Ublo sind keine Ortsteile ausgewiesen.

## Sehenswürdigkeiten
- Wallachische Dorfglocke
- Gezimmerte Chaluppen
- Gedenkstein für die Opfer des Zweiten Weltkrieges
- Naturschutzgebiet Průkopa, nördlich des Dorfes im Tal der Lutoninka
- Klášťov, höchster Berg der Vizovická vrchovina, mit Burgstall